# La Unión Mercantil
La Unión Mercantil fue un periódico español de carácter vespertino editado en la ciudad de Málaga entre 1886 y 1936. Durante su existencia contó con una buena situación económica y una sólida estructura, llegando a ser el diario más importante de Málaga y uno de los más importantes de la región andaluza durante el primer tercio del siglo XX.

## Historia
El periódico apareció en 1886, fundado por los empresarios malagueños de origen catalán José Creixell Ollivella y Pedro Poch. Pronto se configuró como uno de los principales medios de comunicación de la provincia. Su aparición vino a coincidir con la crisis y desaparición de la antigua prensa malagueña del siglo XIX —entre otros, El Avisador Malagueño, El Correo de Andalucía, El Diario Mercantil o Las Noticias—, un factor que acabó favoreciendo notablemente su consolidación.
En su primera etapa  llegó a estar dominado por el cacique local del Partido Conservador en Málaga, Francisco Javier Cervantes, que lo utilizó como su propio órgano de prensa. No obstante, con el tiempo el diario pasó a ser propiedad exclusivamente de la familia Creixell. Su primer director fue Antonio Fernández y García, que lo dirigió hasta 1908. Con el cambio de siglo, La Unión Mercantil es junto a El Liberal de Sevilla y El Noticiero Sevillano uno de los principales diarios de la región andaluza.
En los siguientes años el diario siguió creciendo: si en 1913 tenía una tirada de 10000 ejemplares, para 1920 esa había aumentado hasta los 20000 ejemplares. Hacia 1930 el diario ya había logrado alcanzar una difusión de ámbito nacional, vendiéndose con carácter regular en Madrid, Barcelona, Valencia, Sevilla, Córdoba, Cádiz, Jaén, Granada, Melilla, Ceuta y/o Tánger. El periódico también era muy leído en la zona del Marruecos español. Fuera de la propia Málaga el diario disponía de redacciones propias: en Madrid, abierta en 1918, y en Sevilla, abierta unos años después. Para estas fechas su tirada ya estaba en torno a los 30000 ejemplares.
La empresa editora de La Unión Mercantil sacó varias publicaciones asociadas. En 1909 empezó a publicar el semanario gráfico La Unión Ilustrada, publicación de gran éxito que incluso se vendía en el extranjero, principalmente en Sudamérica. A partir de 1920 también se publicó otro semanario, La Unión de Málaga, que salía los lunes.
En 1923 su línea editorial fue de apoyo incondicional a la dictadura de Primo de Rivera. De cara a las elecciones municipales de abril de 1931, que los republicanos preveían como un plebiscito para la monarquía, el diario respaldó decididamente a la monarquía y a los partidos dinásticos.El 14 de abril, ante la victoria mayoritaria de las candidaturas republicanas, grupos de exaltados asaltaron las instalaciones del diario y las incendiaron, lo que llevó a que el diario manifestara a sus lectores el respeto por el nuevo orden republicano. Entre los asaltantes estaba el Negro, que fue detenido tras los disturbios anticlericales de mayo de 1931 por su participación en el ataque al palacio episcopal y otros edificios religiosos en Málaga. Durante el periodo  de la Segunda República el diario mantuvo su anterior línea conservadora e independiente, aunque se mantuvo cercano a posiciones monárquicas. En esta etapa tuvo en el diario republicano El Popular a su principal competidor por la izquierda, mientras que por la derecha se encontraban el conservador Diario de Málaga y el ultracatólico El Cronista.
La Unión Mercantil dejó de editarse el 18 de julio de 1936, coincidiendo con el comienzo de la Guerra civil. Ese día su sede de Puerta del Mar  instalaciones fueron asaltadas por un grupo de incontrolados e incendiadas, ocasionando el fin del diario. Posteriormente en sus talleres pasó a editarse el periódico socialista Julio. A lo largo de los meses posteriores fueron asesinados directivos, periodistas, corresponsales y trabajadores de La Unión Mercantil, así como de otros periódicos conservadores malagueños, víctimas de la represión en la zona republicana durante la guerra civil. Los Creixell, propietarios, hijos y nietos del fundador, fueron asesinados en Málaga y Paracuellos.

## Características
De carácter vespertino, solía  aparecer en los kioscos a las 19:00 horas. Hacia 1929 tenía formato de tabloide y contaba con dieciséis páginas.